# 이정 (금나라)
이정(李霆)은 금나라의 정치인이다. 금 세종한테 완안씨를 하사받아 완안정(完顏霆)이라고도 한다.
1168년과 1171년 두 번에 걸쳐서 고려에 사신으로 파견되었으며, 금 선종 때 경략부사령관이 되어 경군들을 지휘하였다. 몽골 제국과 대치하다가 원광 2년(1223년)에 죽었다.